# Estación de Mörschwil
La estación de Mörschwil es la principal estación ferroviaria de la comuna suiza de Mörschwil, en el Cantón de San Galo.

## Historia y ubicación
La estación de Mörschwil fue inaugurada en 1856 con la apertura de la línea San Galo - Rorschach por parte del Sankt Gallisch-Appenzellischen Eisenbahn (S.G.A.E.). La compañía pasaría a ser absorbida por los SBB-CFF-FFS en 1902.
La estación se encuentra ubicada en el borde noroeste del núcleo urbano de Mörschwil. Cuenta con dos andenes laterales a los que acceden dos vías pasantes.
En términos ferroviarios, la estación se sitúa en la línea San Galo - Rorschach. Sus dependencias ferroviarias colaterales son la estación de San Galo St. Fiden hacia San Galo y la estación de Goldach en dirección Rorschach.

## Servicios ferroviarios
Los servicios ferroviarios de esta estación están prestados por SBB-CFF-FFS:

### S-Bahn San Galo
En la estación efectúan parada los trenes de cercanías de dos líneas de la red S-Bahn San Galo:
- S 1 Wil – Gossau – San Galo – Rorschach - St. Margrethen – Altstätten
- S 2 (Wattwil) – Herisau – San Galo – Rorschach - St. Margrethen – Heerbrugg